# Grantempesta
Grantempesta (Stormrage) è un romanzo fantasy di Richard A. Knaak del 2010, ambientato nell'universo di Warcraft creato da Blizzard Entertainment.

## Trama
Nel mondo di Azeroth, sempre più persone sono intrappolate in un sonno eterno e pieno di incubi, provocato da un male che attanaglia il Sogno di Smeraldo, cioè l'Incubo di Smeraldo. La gran sacerdotessa di Elune Tyrande Soffiabrezza riceve una visione che la informa che il suo amato, l'arcidruido Malfurion Grantempesta, sta per morire: Malfurion è da diversi anni intrappolato nel Sogno di Smeraldo, e nemmeno i draghi verdi, custodi del Sogno sono riusciti a rintracciarlo. L'arcidruido Fandral Elmocervo, dunque, convoca tutti i druidi a Teldrassil, allo scopo dichiarato di guarire l'Albero del Mondo dal male che lo ha corrotto, e così facendo liberare Malfurion.
Tyrande, scettica riguardo al piano di Fandral, lascia la sua figlia adottiva Shandris a governare Darnassus e, assieme a Broll Orsomanto, si dirige a Valtetra, dove si trova Frondascura, un portale per il Sogno di Smeraldo; lungo il tragitto si unisce a loro Lucan Sanguescaltro, un cartografo umano che ha l'abilità entrare e uscire quasi a piacere dal Sogno. I tre sono pedinati da Thura, un'orchessa armata con un'ascia magica forgiata da Cenarius, che vuole vendicare suo zio Broxigar, che crede sia stato ucciso a tradimento da Malfurion.
Nel frattempo, nell'Incubo Malfurion viene torturato senza sosta dal "Signore dell'Incubo", una maschera dietro alla quale si cela lord Xavius, il primo satiro; Xavius sta sfruttando i poteri di Malfurion per lanciare l'attacco dell'Incubo su Azeroth. Il gruppo di Tyrande riesce ad accedere al Sogno grazie al riluttante aiuto di Eranikus, solo per scoprire che vaste aree del Sogno e loro abitanti sono stati corrotti dall'energia malvagia dell'Incubo. Thura, che era stata attirata lì da Malfurion proprio a questo scopo, riesce a liberare Malfurion da Xavius utilizzando l'ascia incantata, ma fuori dal Sogno tutti coloro che sono caduti vittima dell'Incubo diventano sonnambuli e attaccano quelli che sono rimasti svegli. Grazie al sacrificio di Eranikus, e dopo una lotta estenuante, Malfurion riesce a distruggere Xavius, liberando così i dormienti dal loro sonno.
Nel frattempo, Hamuul Totem Runico, Shandris e Broll scoprono che anche Fandral era stato corrotto dall'Incubo, e che era stato lui a dare il via alla corruzione di Teldrassil fin dal momento in cui l'Albero del Mondo era stato piantato. L'arcidruido folle viene neutralizzato e imprigionato a Radaluna. Dopo queste vicende, Tyrande e Malfurion si sposano a Darnassus, e Alexstrasza e Ysera benedicono Teldrassil.

## Personaggi

### Protagonisti
- Broll Orsomanto
- Lucan Sanguescaltro
- Malfurion Grantempesta
- Thura
- Tyrande Soffiabrezza

### Personaggi secondari
- Alexstrasza
- Emeriss
- Eranikus
- Fandral Elmocervo
- Gnarl
- Hamuul Totem Runico
- Lethon
- Remulos
- Shandris Piumaluna
- Signore dell'Incubo/Lord Xavius
- Varian Wrynn
- Ysera
- Zaetar